# Histoire des bibliothèques aux États-Unis
La première bibliothèque des États-Unis est établie par Benjamin Franklin en 1731 et est réservée aux membres ayant payé un abonnement. Ce n'est qu'au XIXe siècle que les bibliothèques sont rendues publiques.

## Histoire des bibliothèques américaines

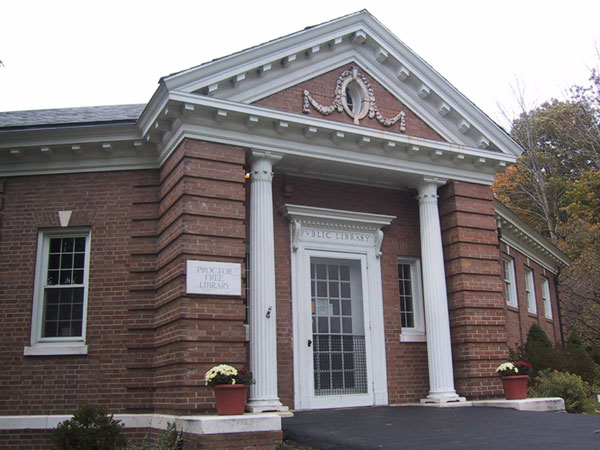
Proctor Free Library, Vermont

### XVIIIesiècle
Les bibliothèques américaines sont apparues avant la constitution américaine. Certaines de ses bibliothèques pionnières ont précédé le gouvernement américain tel que la Library Company of Philadelphia, the Redwood Library of Newport, the Charleston Library Society et the New York Society Library. La plus ancienne de celle-ci est la Library Company of Philadelphia, en 1731, et la cadette est la New York Society Library, en 1754. Les fondateurs de ces bibliothèques de société ont marqué leurs institutions d’idéaux républicains, ils croyaient en la division de l’autorité civile et religieuse. Elles sont les premières institutions à offrir des services qui ne sont pas liées à l’église. Elles visaient à promouvoir le bien commun, à abolir la hiérarchie sociale, à éduquer la société.
Benjamin Franklin a établi la Library Company of Philadelphia en 1731. Franklin était frustré par le prix des livres et la difficulté de les acquérir. Il a suggéré à son groupe de débat Junto de mettre en commun leurs collections pour créer une bibliothèque de prêt. Le principe c’est que les membres prennent un abonnement pour avoir accès aux livres disponibles. Les livres couvrent divers sujets comme la théologie, la science, la géographie, la littérature, etc. La bibliothèque acquiert régulièrement de nouveaux livres, les usagers pouvant laisser des suggestions de titres dans une boîte dédiée. La bibliothèque s'est agrandie après avoir intégré les contenus de la bibliothèque de l'Union. Benjamin Franklin avait commandé d’une librairie de Londres des dictionnaires, des grammaires, des atlas, des livres d’histoires, de science et d’agriculture fiction. La collection ne comprenait aucun livre de fiction, car l’objectif étant de favoriser un environnement propice pour l’homme à l’apprentissage autonome et les livres de fiction n’avait aucun rôle dans ce processus. En 1734, la bibliothèque comprend 239 volumes, 25 périodiques et des brochures; six années plus tard la Library Company of Philadelphia se déplace vers la maison d’état de la Pennsylvanie; en 1769 elle se combine avec trois autres bibliothèques; en 1781, la bibliothèque de Franklin servira de bibliothèques de référence pour la rédaction de la constitution américaine.

### XIXesiècle: Émergence des bibliothèques publiques
L’émergence des bibliothèques publiques au XIXe siècle peut être attribuée à plusieurs changements sociaux pendant la période, tels que l'inscription obligatoire aux écoles primaires puis secondaires. La recherche avait identifié 484 bibliothèques publiques avant l’année 1876 avec 253 en Nouvelle-Angleterre.
Les bibliothèques dites publiques du XIXe siècle ne se réfèrent pas au concept moderne, c’est-à-dire une collection de livres accessible librement à tous les membres d’une communauté. En 1840, une loi permettant aux  municipalités de prélevé des taxes pour financer des bibliothèques, plusieurs villes tel que New York ne vont ne vont pas avoir de réseau de bibliothèques publiques jusqu’a vraiment plus tard.
La première bibliothèque publique soutenue par les impôts établie aux États-Unis est la bibliothèque municipale de Peterborough avec l’objectif de créer une bibliothèque accessible par tous. Initialement proposée en 1833, la bibliothèque était conçue pour être financée par les citoyens de Peterborough. Ne disposant pas de bâtiment dédié prévu pour un tel usage, la bibliothèque dut déménager plusieurs fois.
La bibliothèque publique de Boston, instituée en 1848, est la première grande bibliothèque publique aux États-Unis. Notamment, elle développa son propre réseau de bibliothèques dans plusieurs secteurs de Boston, pour faciliter l’accès aux connaissances et augmenter la portée de la bibliothèque.
En 1849, le New Hampshire est devenu le premier état à promulguer le processus pour accorder aux municipalités le choix d’établir des bibliothèques publiques. Créées originellement pour soutenir le mouvement vers l’éducation, les bibliothèques publiques ont amassé le support de la publique.
Après un appel dans le Norton’s Gazette en 1852, un congrès a eu lieu en septembre 1853. 82 bibliothécaires se sont réunis à l'Université de New York. Ce groupe prit des résolutions, dont la majorité ne seront pas mises en place.  
Recommandations notables :
- L’installation des bibliothèques populaires [12]
- Copies des documents publiés par le congrès des États-Unis pour leurs disséminations aux publics par les bibliothèques[13]
- Création d’un plan de catalogage pour la bibliothèque du congrès [14]
- Le congrès fonctionne comme la première étape pour la création d’une association des bibliothécaires permanente[15]

En 1876, l'American Library Association est née. Son objectif est la promotion des bibliothèques, le développement du métier, l’amélioration des connaissances des bibliothécaires et les technologies pour gérer les bibliothèques.

### La ségrégation et les bibliothèques annexes noirs

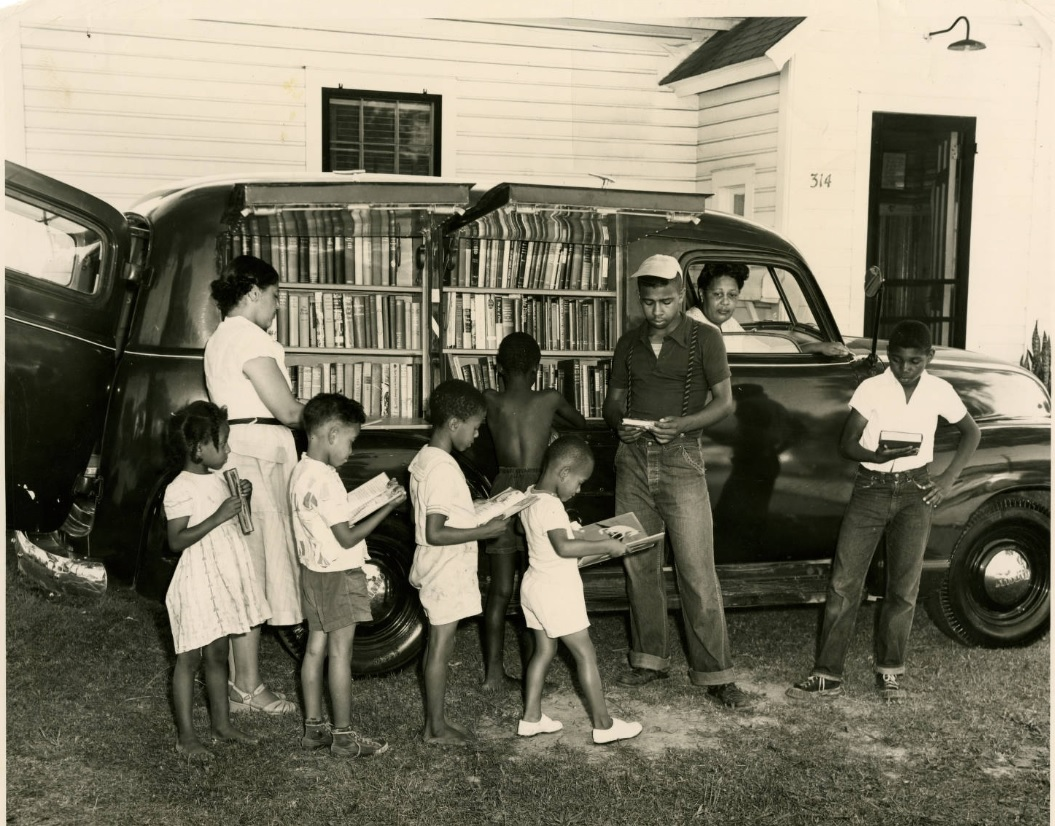
Bibliothèque mobile, Caroline du Nord

Au XIXe siècle, dans le nord des États-Unis, on assiste à l’apparition des bibliothèques publiques, telle que la bibliothèque publique de Boston fondée en 1848. Quant au sud du pays, ce n’est qu’à partir du XXe siècle qu’on voit l’émergence des bibliothèques publiques. Depuis les lois Jim Crow, les Afro-Américains et les blancs étaient ségrégués. Dans les états du nord la ségrégation n’était pas inscrite dans la loi, mais dans les états du sud elle était ancrée dans la loi, dite jure, c’est-à-dire une ségrégation légale et ceux depuis la fin de l’esclavage.
Ces lois ségrégationnistes avaient pour objectifs la séparation des noirs et les blancs dans toutes les institutions publiques et les bibliothèques publiques ne faisaient pas exception à la règle, malgré la nouvelle place que ceux-ci prenaient dans le pays. Durant, la première moitié du XXe siècle, certaines offraient un service ségrégué, soit 83 sur 564 bibliothèques, plusieurs autres n’autorisaient pas les Afro-Américains dans les bibliothèques publiques.
Plusieurs moyens ont été utilisés pour ségréguer les noirs des bibliothèques publiques, un des exemples le plus communs était le partage d’un édifice abritant « une bibliothèque blanche et une bibliothèque noire, avec des entrées, des salles de lectures et des collections de livres ségrégués ». Pour répondre à cette exclusion et l’inaccessibilité des collections, qui dura durant vingt ans, les dirigeants noirs des mouvements des droits civiques prirent l’incitative de fonder plusieurs bibliothèques annexes accessible pour la communauté noire, dont la Carnegie Negro Library of Greensboro .
Cette bibliothèque fondée en 1924 et financée par Andrew Carnegie avait pour objectif de répondre aux « besoins éducatifs, informationnels, sociaux et culturels de la communauté afro-américaine ». En dépit des faibles ressources matérielles, quelques tables et chaises, la bibliothèque perdura jusqu’en 1964. En 1960, elle possède 36 000 volumes, ce travail de développement permet à cette bibliothèque publique de devenir un centre intellectuel important pour la communauté noire grâce au travail de la directrice et bibliothécaire Martha J. Sebastian et plusieurs autres bibliothécaires qui ont suivi après.

### « Sit-in » et la déségrégation des bibliothèques publiques
L’importance que ces différentes bibliothèques ont eue pour la communauté noire n’est pas sans importance. Cependant, à travers le sud des États-Unis, les Afro-américains avaient entamé une série de protestation afin de faire valoir leur droit, pour un accès physique aux bibliothèques publiques « blanches », mais également un accès à l’information égale, Pour ce faire, avant plusieurs « sit-in » ont été organisés par le mouvement des droits civiques dans plusieurs bibliothèques publiques, entre les années 1960 et 1964.
Le premier « sit-in » s’est tenu en 1961, à la Jackson Public Library au Mississippi, lorsque neufs étudiants noirs, du collège catholique Tougaloo, sont rentrées dans la bibliothèque réservée au blanc avec le chef de file Joseph Jackson Jr. pour solliciter un service, mais ils ont été immédiatement arrêtés. L’action de ces neuf étudiants et de plusieurs autres tels que The St-Helena Four, The Greenville Eigh, The Greensboro Four et les Danville Sixteen ont permis la déségrégation des bibliothèques publiques de leurs manières. Quant à L’American Library Association bien qu’elle ne fût pas ségréguée, celle-ci entreprit trois mesures pour mettre fin à la ségrégation . Ainsi, plusieurs de ses conférences se sont tenus dont des villes du sud ségréguées. Ce qui déplut aux membres afro-américains de l’Association, telle que E.J. Josey , qui se retrouvaient exclus de la conférence de 1964 au Mississippi . Toutefois, après ces élèvements, l’ALA introduit une politique empêchant la tenue de conférence dans les villes ségréguées durant vingt ans.
En 1960, l’ALA se positionna, après les pressions du ALA Intellectual Freedom Committee, sur la ségrégation dans les bibliothèques publiques et ses bibliothécaires afro-américains. Dans les années 1950 et 1960, l’Association refusa l’adhésion aux associations des bibliothèques d’État qui appliqués les lois ségrégationnistes. En 1961, Benjamin E. Powell, directeur d'ALA, nomma le comité spécial pour les droits civils, après le sit-in de Greensboro, en Caroline du Nord. Ce comité était chargé d’évaluer la situation dans les bibliothèques publique, en 1963, après ses recommandations, l’ALA décide d'amender le Library bill of Right : 
« The rights of an individual to the use of a library should be denied or abridged because of his race, religion, national origins, or political views » .
Une des raisons de la prudence de l’Association face à la ségrégation, s’explique par le fait que certains états sudistes étaient déjà en processus de déségrégation de leurs bibliothèques publiques .L’ère de la ségrégation Jim Crow dans les bibliothèques publiques fut de courte durée  et plusieurs facteurs sont en cause, telle que mentionné plus haut ainsi que les différentes législations passées qui ont permis la déségrégation on peut mentionner Brown v. Boards of Education de 1954 ou encore Brown v. Louisiana (1966).

### XXesiècle

#### Le rôle des bibliothèques durant la guerre
Pendant la Première Guerre mondiale, l'American Library Association (ALA) et l’armée ont collaboré pour la création du Library War Services. Gérée par l'ALA, les bibliothèques étaient installées dans les bases d’entraînement, bases navales, et ont même livré les livres à l’étranger pour les soldats américains.
Pendant la Seconde Guerre mondiale, les bibliothèques ont l'occasion de se démarquer comme étant un outil à la communication et à la défense de la démocratie. L’ALA est opportuniste, ils désirent établir les bibliothèques comme étant une institution importance pour le maintien de la démocratie. En 1941, le conseil de l’ALA a adopté «The library-1941» ce qui reconnait le devoir de chaque bibliothèque en Amérique du Nord d’aider sa communauté en préserver et améliorer le mode vie démocratique, en offrant des livres stimulant la réflexion.  C’est-à-dire que lors de la Seconde Guerre mondiale les bibliothèques sont des outils pour éviter la confusion et de promouvoir la démocratie au sein de la société américaine.

#### Changements sociaux
Dans les bibliothèques dans le Sud des États-Unis, les Afro-Américains et les blancs étaient ségrégués par couleur et les Afro-Américains n'avaient pas le droit d’accéder aux bibliothèques à cause des lois Jim Crow. En 1960, inspirée par les actions des Afro-Américains en Caroline du Nord, la NAACP a planifié une occupation des locaux aux bibliothèques de Petersburg, Virginie. Ils sont restés dans la section réservée pour les blancs, et étaient arrêtés par la police. Des efforts de la NAACP, devant les tribunaux pour avoir accès aux bibliothèques, avaient comme  conséquence, dans certains cas, la fermeture des bibliothèques en question.
Les occupations ont continué et se sont répandues. Les villes ont commencé à intégrer leurs bibliothèques publiques comme en Savannah et Greenfield. Mais dans quelques endroits, Anniston et Mississippi, en particulier, on était témoin de violences contre la population afro-américaine. La NAACP a continué à se battre devant les tribunaux. La Cour suprême était tiède, mais elle a déclaré que dans Brown v. Louisiana, ceux qui ont participé à l’occupation de cette bibliothèque sont non coupables.

### XXIesiècle: Bibliothèques actuelles
Selon l'American Library Association (ALA), 336 642 personnes travaillent dans une bibliothèque aux États-Unis, dont 166 164 personnes comme bibliothécaires, pour un total de 110 450 bibliothèques. Ce total inclut les bibliothèques académiques, publiques, scolaires (des écoles privées et publiques), nationales et les bibliothèques spéciales.
Pour ce qui est de la situation actuelle des bibliothèques. Les bibliothèques américaines vivent actuellement de grands défis par l’augmentation de la censure, ALA rapporte que le nombre d’ouvrages ciblés en 2023 à marquer une augmentation de 65% par rapport à 2022. Cette augmentation étant principalement créée par le sevrage référant à l’identité de genre et le LGBTQIA+. En 2023, Barack Obama donne son soutien aux bibliothèques contre l’interdiction abondante de livres. Ceci n’empêche pas les bibliothèques d’offrir des services essentiels à leur communauté telle que des programmes innovants, des espaces accessibles à tous, un accès libre à internet, fournit d’énormes bases de données d’informations, des imprimantes et des activités. Elles jouent un rôle crucial dans leur communauté. Les bibliothèques américaines actuelles offrent des services et des espaces pour tous. Par exemple, Penn State University Libraries et Indianapolis Public Library offrent des espaces pensés et sécuritaires pour les personnes neurodivergentes.
Les élus du congrès ont reconnu le rôle des bibliothèques dans l’acquisition et la recherche de nouveau emploies pour les communautés défavorisées. La loi sur les bibliothèques de prison introduites par les républicains offre une subvention pour fournir des fonds aux prisons pour embaucher des bibliothécaires et soutenir l’alphabétisation. Pour ce qui est des bibliothèques scolaires américaines, en 2023, la loi right to read Act réintroduit par le sénateur Jack Reed et le représentant Raúl Grijalva permet un accès à une bibliothèque scolaire de qualité. Ce projet de loi apporte son aide à la lutte contre la censure des livres controversés dans les écoles. Il est important pour la communauté américaine  d'être défenseur de l’importance des bibliothèques, il est toujours important de protéger le financement fédéral et de mettre en valeur le rôle des bibliothèques dans leur communauté.

## Bibliothèques publiques

### La bibliothèque du Congrès, Washington D.C.
- La bibliothèque du Congrès fut fondée en 1800 dans la capitale fédérale. Elle fut détruite par les troupes britanniques en 1814, elle abritait alors 3 000 volumes. L'ancien président Thomas Jefferson vendit sa collection personnelle (environ 6 500 ouvrages) à la bibliothèque du Congrès[30]. Une partie de ces livres venaient d'Europe.
- Avec ses 29 millions de livres, sans compter les photographies et autres documents (147 millions de documents dont 64,5 millions de manuscrits en 2010)[31], la Bibliothèque du Congrès (Library of Congress en anglais) est la plus importante du monde. Elle assure la fonction de bibliothèque nationale pour les États-Unis.
- Sa classification s'impose dans le monde malgré des imperfections.
- Par manque de place, elle développe une vaste campagne de numérisation de ses documents.
- Elle mène des recherches sur la conservation de ceux-ci et applique en ce moment d'importants moyens à la désacidification du papier de bois produit au XIXe siècle.

### Bibliothèques publiques de Chicago

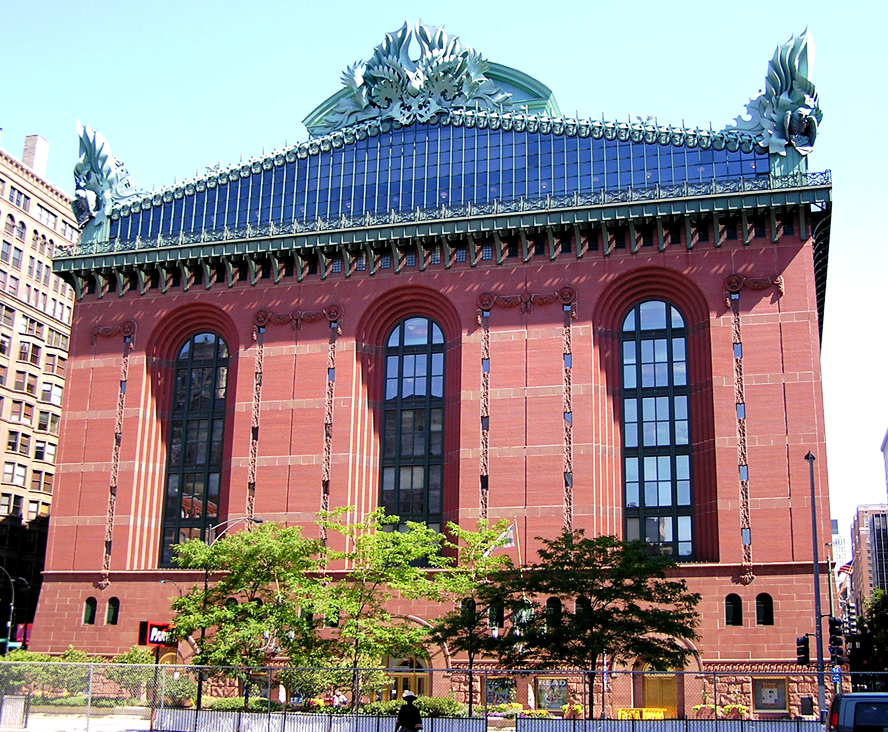
La Harold Washington Library, Chicago.

La Harold Washington Library, ouverte en 1991, compte plus de 9 millions d'ouvrages abrités dans un bâtiment de 68 000 m2 au cœur du centre des affaires de la ville.

### Bibliothèques publiques de New York
Fondée en 1848, elle comptait 17 millions de volumes en 2005.

## Autres bibliothèques publiques
Les États-Unis comptent près de 9 000 bibliothèques publiques, et jusqu'à 16 000 si l'on compte les succursales. Chaque année, elles sont visitées par près de 800 millions de visiteurs et procèdent à 1,5 milliard de prêts.
Aux États-Unis, les bibliothèques voient leurs moyens financiers se réduire en raison des nouvelles technologies et du désengagement des États :« Depuis quelques décennies, les dirigeants politiques, guidés par la logique du marché, prétendent qu’elles seraient devenues obsolètes : mieux vaudrait selon eux investir dans les nouvelles technologies. Dans la plupart des régions, les bibliothèques manquent donc cruellement de ressources et sont abritées dans des bâtiments vétustes. Malgré une fréquentation en hausse, elles ont dû réduire leurs horaires et rogner sur les jours d’ouverture. Le nombre de postes de bibliothécaire n’a cessé de diminuer, tout comme les budgets alloués à l’achat de livres, journaux et films. » 
- Bibliothèque publique de San Francisco

## Les principales bibliothèques universitaires

### Bibliothèque de l'université Harvard(Cambridge,Massachusetts)
C’est l’établissement le plus ancien des États-Unis (fondée en 1638), elle abrite aujourd’hui près de 15 millions de livres et documents imprimés.

### Bibliothèque de l'université de Californie à Berkeley

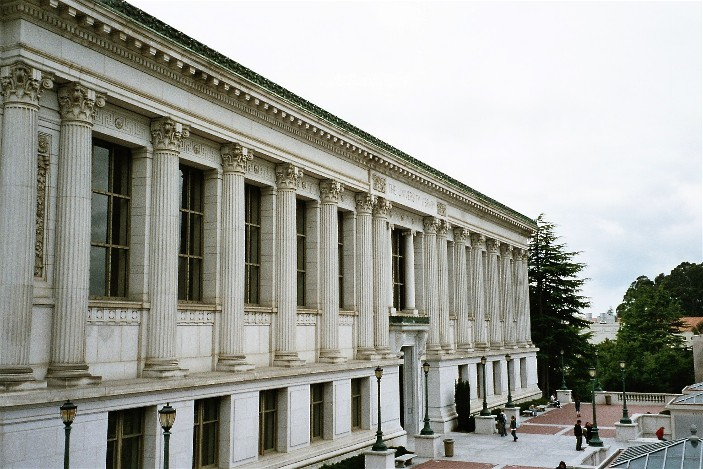
Bibliothèque de l'université de Berkeley

### Bibliothèque de l'Université Yale
Elle compte 12 millions d'ouvrages.

### Bibliothèque de l'université Stanford
Elle compte 14 millions d'ouvrages.

### Bibliothèque de l'université duMichigan
Elle compte 7 millions d'ouvrages.

### Bibliothèque de l'université Columbia à New York

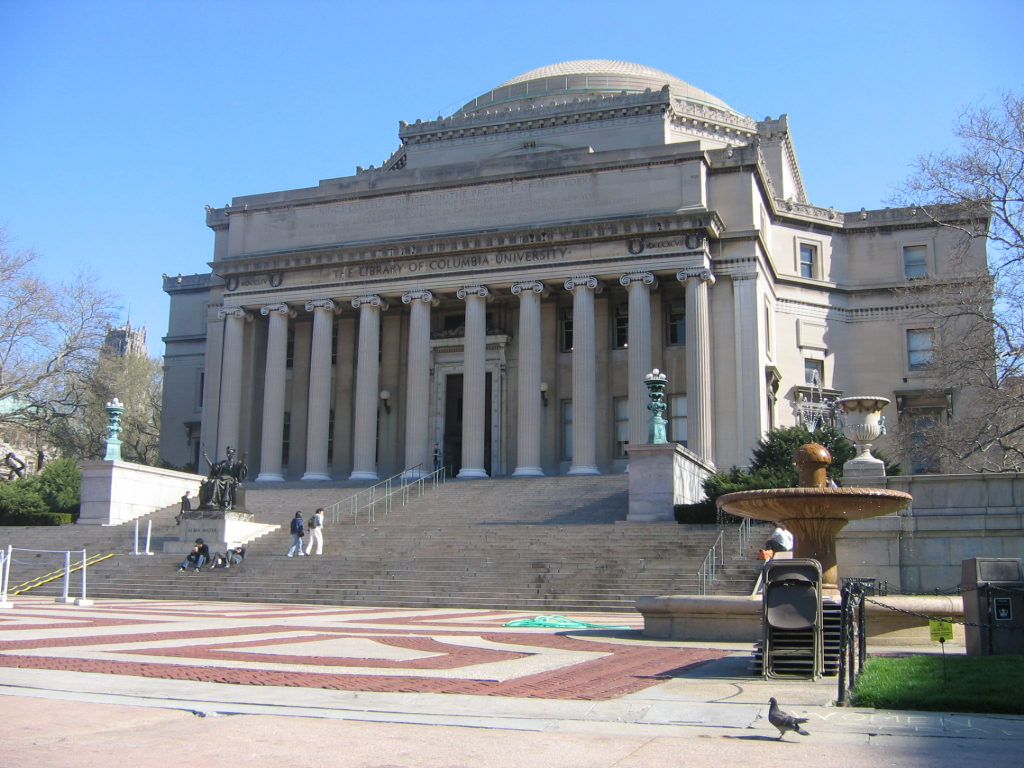
Université Columbia, Low Memorial Library, New York

L'ensemble des bibliothèques de l'université Columbia à New York totalise près de 8 millions de volumes répartis dans plusieurs sites : 

### Bibliothèques de l'université de New York
La Elmer Holmes Bobst Library est la principale bibliothèque de l'université de New York. Elle constitue le cœur d'un réseau de huit bibliothèques qui mettent en commun leurs 4,5 millions d'ouvrages.

## Autres bibliothèques
- Pierpont Morgan Library à New York
- United States National Library of Medicine
- Smithsonian Institution (Washington D.C.)